# ミルウォーキー鉄道
ミルウォーキー鉄道（ミルウォーキーてつどう、Chicago, Milwaukee, St. Paul and Pacific Railroad、略称CMSP&P RR）はかつてのアメリカの一級鉄道の一つ。シカゴ・ミルウォーキー・セント・ポール・アンド・パシフィック鉄道が正式名称であるが、ミルウォーキー・ロードとも呼ばれる。日本語ではミルウォーキー鉄道と通称される。

## 概要
ミルウォーキー鉄道の開業は1847年で、順次路線を延長し1887年までに路線はウィスコンシン州、ミネソタ州、アイオワ州、サウスダコタ州、およびミシガン州の各州に延びた。その後、太平洋北西部に路線を延長し1909年にシアトルに達し、北米最後の大陸横断鉄道としてこれを完成した。ライバルのグレート・ノーザン鉄道がシアトルから日本・極東への航路として日本郵船と提携関係にあったが、同社は大阪商船と提携関係にあった。モンタナ・ワシントン両州では山岳地帯の路線を電化し、シカゴ - ミネアポリス・セントポール間には有名な流線型列車ハイアワサ、大陸横断には重鋼製客車を連ねたオリンピアン、コロンビアンなどの列車が運行された。戦後は流線型のオリンピアン・ハイアワサなどが登場したが、1955年以降はシカゴ - オマハ間の路線をユニオン・パシフィック鉄道の大陸横断列車が使用し、同社単独の大陸横断列車であるオリンピアン・ハイアワサは1961年に運行停止となった。その後、1971年には中・長距離の旅客列車をアムトラックに移管したが、1985年に一部路線を他社に売却し倒産した。なお261号が動態保存されている。

## ミルウォーキー鉄道の電化
ミルウォーキー鉄道は石炭の産地から遠く、かつ近くにあるモンタナ水力電気会社から電力を購入できる状況で両者とも共通の株主も多く、ロッキー山脈やシェラネバダ山地を越える部分がある（電気機関車ならば回生ブレーキで登りに使ったエネルギーを降りで回収できる）ので、蒸気機関車より電気機関車の方が有利であると考えられ、ゼネラル・エレクトリック社（GE）によって直流3000Vの電化工事が行われた。
1915年11月30日からモンタナ州スリーフォークス(Three Forks 、Montana)からディアロッジ(Deer Lodge)まで112マイル（179km）で電気運転を開始し、翌年更にモンタナ州ハーロウトン(Harlowton,Montana)からアイダホ州エーブリー(Avery,Idaho)まで電化が拡大された。
1910年代から1920年代にかけてモンタナ州・アイダホ州、ワシントン州のカスケード山脈の電化区間を拡大した結果、それは合計649マイル（1,038km）となり、特にハーロウトン(Harlowton)とアイダホ州エーブリー(Avery)間の440マイル（704km）は世界一長い連続した電化区間となった。電化でより速く、より効率的に旅客と貨物を輸送した。
なお、モンタナ水力発電所との電気代の契約は「中心のディアロッジから東西に路線を分け、それぞれでピーク時の電力の60％を使ったものとして支払う。」という一般的な使った分だけ金を取られる方式と異なり、一度でも大量に電力を使うと以後節電しても次回の電気料金が上がる仕組みだったので、前述の「世界最長の連続した電化区間」の中央にあるディアロッジ工場には「過負荷予防装置」という電力消費量が上がると電圧を下げて列車の速度を強制的に落とす（場合によっては停車させる）装置が付けられていた。

## 主要な列車

### ハイアワサの名を冠した列車
- モーニング・ハイアワサ （シカゴ - ミネアポリス・セントポール）
- アフタヌーン・ハイアワサ （シカゴ - ミネアポリス・セントポール）
- オリンピアン・ハイアワサ （シカゴ - シアトル・タコマ） 前身はオリンピアン
- ノースウッズ・ハイアワサ （シカゴ - ニューリスボン・マニクア）
- ミッド・ウェスト・ハイアワサ （シカゴ - オマハ・スーシティ）

### その他の列車
- パイオニアリミテッド （シカゴ - ミネアポリス・セントポール）
- ファースト・メール （シカゴ - ミネアポリス・セントポール）
- コロンビアン （シカゴ - シアトル・タコマ）
- スー （シカゴ - ラピッドシティ）
- アロー （シカゴ - スーシティ・スーフォールズ）
- サウスウェストリミテッド （シカゴ - カンザスシティ）

### 他社からの乗り入れ列車
- シティ・オブ・ロサンゼルス （シカゴ - ロサンゼルス）
- チャレンジャー （シカゴ - ロサンゼルス）
- シティ・オブ・サンフランシスコ （シカゴ - オークランド・サンフランシスコ）
- シティ・オブ・ポートランド （シカゴ - ポートランド・シアトル）
- シティ・オブ・デンバー （シカゴ - デンバー）